# أندريه روبليف (فلم)
أندريه روبليف (الروسية: Андрей Рублёв) هو فيلم درامي تاريخي سيرة الذاتية سوفياتي عام 1966 من إخراج أندريه تاركوفسكي وشارك في كتابته مع أندريه كونشالوفسكي. ومن بطولة اناتولي سولونيتسين في أول دور له.

## نبذة
تمت إعادة إنتاج الفيلم وإعادة تحريره من فيلم عام 1966 بعنوان العاطفة والذي تم حظره خلال العقد الأول من حقبة بريجنيف في الاتحاد السوفيتي. الفيلم عن أندريه روبليف، رسام الأيقونات الروسي في القرن الخامس عشر. تشمل موضوعات الفيلم الحرية الفنية والدين والغموض السياسي والتركيز الذاتي وصناعة الفن في ظل نظام قمعي. لهذا السبب لم يتم إصداره محليًا في الاتحاد السوفيتي رسميًا لسنوات بعد اكتماله باستثناء عرض واحد في عام 1966 في موسكو. تم عرض نسخة من الفيلم في عام 1969 في مهرجان كان السينمائي، حيث فاز بجائزة FIPRESCI. في عام 1971، تم إصدار نسخة خاضعة للرقابة من الفيلم في الاتحاد السوفيتي. تم قطع الفيلم لأسباب تجارية عند إطلاقه في الولايات المتحدة من خلال كولومبيا بيكتشرز في عام 1973. نتيجة لذلك، توجد عدة نسخ للفيلم.
على الرغم من أن هذه القضايا المتعلقة بالرقابة حجبت الفيلم واقتطعت منه لسنوات عديدة بعد صدوره، سرعان ما اعترف العديد من النقاد ومخرجي الأفلام الغربيين بالفيلم على أنه عمل أصلي للغاية ومنجز. أصبح أندري روبليف يُعتبر أحد الأفلاح الأيقونية، وغالبًا ما تم تصنيفه في مرتبة عالية في كل من استطلاعات الرأي والمخرجين من سايت آند ساوند.

## وصلات خارجية
أندريه روبليف على قاعدة بيانات الأفلام على الإنترنت